# Stan krytyczny (film 1987)
Stan krytyczny (ang. Critical Condition) – amerykański film komediowy z 1987 roku w reżyserii Michaela Apteda, z Richardem Pryorem w roli głównej.

## Fabuła
Kevin Lenahan trudniący się drobnymi oszustwami zostaje przypadkowo wciągnięty w przemyt diamentów. Aby uniknąć więzienia udaje chorobę psychiczną i trafia na obserwację do szpitala. W wyniku zbiegu okoliczności w trakcie ucieczki zostaje wzięty za lekarza.

## Obsada
- Richard Pryor – Kevin Lenahan
- Rachel Ticotin – Rachel Atwood
- Rubén Blades – Louis
- Joe Mantegna – Arthur Chambers
- Bob Dishy – dr Foster
- Bob Saget – dr Joffe
- Sylvia Miles – Maggie Lesser, siostra przełożona
- Randall Cobb – Box
- Joe Dallesandro – Stucky
- Garrett Morris – narkoman znający się na helikopterach
- Brian Tarantina – Tommy Pinto
- Jon Polito – Kline, adwokat Kevina
- Joseph Ragno – Palazzi, gangster
- Lucius Houghton – Fido, pacjent udający psa
- Joe Aufiery  – prokurator
- Ralf D. Bode – sędzia
- Marquerita Wallace – seksowna pacjentka
- Wesley Snipes – kierowca ambulansu